# 18661 Zoccoli
18661 Zoccoli è un asteroide della fascia principale. Scoperto nel 1998, presenta un'orbita caratterizzata da un semiasse maggiore pari a 2,4864378 UA e da un'eccentricità di 0,0967388, inclinata di 6,00765° rispetto all'eclittica.